# Fenindiona
Fenindiona  é um fármaco anticoagulante, que funciona como antagonista da vitamina K.